# James B. Weaver
Pour les articles homonymes, voir James Weaver.
James Baird Weaver, né le 12 juin 1833 à Dayton et mort le 6 février 1912 à Des Moines, est un homme politique américain.
C'est un ancien militaire de la guerre de Sécession et membre de la Chambre des représentants pour l'État de l'Iowa ; en tant que membre du Parti Greenback, il s'est porté à deux reprises, en 1880 et 1892, candidat pour l'élection présidentielle américaine en tant que 3e homme.
Opposé à l'étalon-or et aux banques nationales, il est plus connu en tant que candidat du Parti populiste à l'élection présidentielle américaine de 1892.